# Folwark (przystanek kolejowy)
Folwark – zlikwidowany przystanek osobowy w Folwarku na linii kolejowej Myślice – Szlachta, w województwie pomorskim.